# Shaffy cantate
De Shaffy cantate is een lied uit de jaren zestig dat behoorde tot het repertoire van het theatergezelschap Shaffy Chantant, bestaande uit Ramses Shaffy, Liesbeth List, Loesje Hamel en Polo de Haas. Het werd gezongen in de jazztraditie van de scat. Tekst en muziek zijn van Ramses Shaffy, maar zijn in wezen improviserend ontstaan. De tekst bestaat feitelijk alleen in een aanstekelijke herhaling van "Ho he ho lalala". Het lied ontleende zijn 'jazzy' karakter in de live-uitvoering ook aan de begeleiding van het Trio Louis van Dijk. Op de studioversie wordt de begeleiding verzorgd door een orkest onder leiding van Bert Paige met pianist Polo de Haas. Het lied was het vaste sluitstuk van Shaffy Chantant, een muzikaal programma dat het gezelschap vanaf 1964 verzorgde in de Amsterdamse sociëteit Felix Meritis. De Shaffy cantate is - net als andere bekende nummers van Ramses Shaffy zoals Zing, vecht, huil, bid, lach, werk en bewonder, Wij zullen doorgaan, Sammy en Pastorale - een ode aan de levenslust.

## Hitnoteringen
Het nummer stond vlak na Shaffy's overlijden in december 2009 twee weken in de Nederlandse Single Top 100 met als hoogste notering de 57e positie.

### NPO Radio 2 Top 2000
| Nummer met noteringen in de NPO Radio 2 Top 2000 | '99  | '00-'01 | '02  | '03  | '04  | '05  | '06  | '07  | '08  | '09 | '10  | '11  | '12  | '13  | '14  |
| ------------------------------------------------ | ---- | ------- | ---- | ---- | ---- | ---- | ---- | ---- | ---- | --- | ---- | ---- | ---- | ---- | ---- |
| Shaffy cantate                                   | 1371 | -       | 1154 | 1821 | 1195 | 1135 | 1133 | 1444 | 1322 | 178 | 1094 | 1148 | 1533 | 1525 | 1674 |

1. ↑  Een '-' betekent dat het nummer niet was genoteerd en een vetgedrukt getal geeft de hoogste notering aan.
2. ↑  Deze tabel is bijgewerkt tot en met de laatste editie (2024).